# Стадион Хајбери
Стадион Арсенала (енгл. Arsenal Stadium) је фудбалски стадион у северном Лондону, који је био домаћи стадион ФК Арсенала у периоду од маја 1913. године до маја 2006. године. Био је познат под именом Хајбери (енгл. Highbury), а од стане клуба је добио надимак „Кућа фудбала” (енгл. Home of Football).
Првобитно је изграђен на месту рекреативног терена једног локалног колеџа. Два пута је прошириван и реконструисан. Први пут 1930. године, а други пут у раним 1990. годинама, када су уклоњене терасе са оба краја терена, тако да је цео стадион био покривен седиштима за седење. Због малог броја места, дошло је до одлуке о градњи новог стадиона.
Стадион је био домаћин међународних утакмица, као и бокс мечева, бејзбола и крикет мечева.